# Sicyodes olearis
Sicyodes olearis là một loài bướm đêm trong họ Geometridae.